# Pseudorhynchus mimeticus
Pseudorhynchus mimeticus är en insektsart som först beskrevs av Ludwig Redtenbacher 1891.  Pseudorhynchus mimeticus ingår i släktet Pseudorhynchus och familjen vårtbitare. Inga underarter finns listade i Catalogue of Life.